# 阿爾斯特忠誠主義

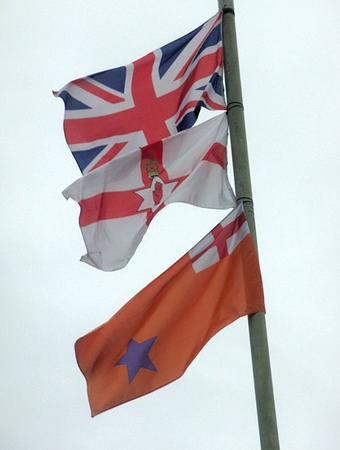
英國國旗、北愛爾蘭旗幟和奧蘭治聯盟旗

阿爾斯特忠誠主義（Ulster loyalism）是英國北愛爾蘭的政治意識形態，主要流行在北愛爾蘭新教徒工人階級。大多數北愛爾蘭新教徒是17世紀初從蘇格蘭和英格蘭移民北愛爾蘭的後裔。和其他聯合主義者相同，阿爾斯特忠誠主義者支持英國君主，並且要求北愛爾蘭繼續留在英國，反對統一的愛爾蘭。阿爾斯特忠誠主義被認為是民族主義思想和英國民族主義的變種。阿爾斯特忠誠主義在19世紀後期開始出現。